# Hosjön (Ovansjö socken, Gästrikland)
Hosjön är en sjö i Sandvikens kommun i Gästrikland och ingår i Gavleåns huvudavrinningsområde. Sjön är 3,1 meter djup, har en yta på 0,42 kvadratkilometer och är belägen 113,9 meter över havet. Sjön avvattnas av vattendraget Vallbyån.

## Delavrinningsområde
Hosjön ingår i det delavrinningsområde (672204-153383) som SMHI kallar för Utloppet av Hosjön. Medelhöjden är 141 meter över havet och ytan är 5,09 kvadratkilometer. Räknas de 18 avrinningsområdena uppströms in blir den ackumulerade arean 94,59 kvadratkilometer. Vallbyån som avvattnar avrinningsområdet har biflödesordning 2, vilket innebär att vattnet flödar genom totalt 2 vattendrag innan det når havet efter 59 kilometer. Avrinningsområdet består mestadels av skog (72 procent). Avrinningsområdet har 0,41 kvadratkilometer vattenytor vilket ger det en sjöprocent på 8 procent.